# Тихановський Сергій Іванович
Сергій Тихановський (біл. Сяргей Іванавіч Ціханоўскі, нар. 26 червня 1990, с. Слобода Смолевицького району Мінської області) — білоруський футболіст, захисник клубу «Рух» (Берестя).
Виступав, зокрема, за клуби «Руденськ» та «Городея».

## Ігрова кар'єра
Народився 26 червня 1990 року. Вихованець футбольної школи клубу БАТЕ.
У дорослому футболі дебютував 2010 року виступами за команду «Руденськ», в якій того року взяв участь у 19 матчах чемпіонату. 
Своєю грою за цю команду привернув увагу представників тренерського штабу клубу «Торпедо-БелАЗ», до складу якого приєднався 2011 року. Відіграв за жодінських «автозаводців» наступний сезон своєї ігрової кар'єри. Більшість часу, проведеного у складі «Торпедо-БелАЗа», був основним гравцем захисту команди.
У 2013 році уклав контракт з клубом «Береза-2010», у складі якого провів наступні кілька місяців своєї кар'єри гравця.
Згодом з 2014 по 2015 рік грав у складі команд «Дніпро» (Могильов) та «Славія-Мозир».
З 2016 року один сезон захищав кольори клубу «Вітебськ». Граючи у складі «Вітебська», також здебільшого виходив на поле в основному складі команди.
Протягом 2018 року захищав кольори клубу «Істіклол».
З 2018 року один сезон захищав кольори клубу «Городея».
До складу клубу «Рух» (Берестя) приєднався 2019 року. Станом на 29 травня 2020 року відіграв за команду з Берестя 22 матчі в національному чемпіонаті.

## Титули і досягнення
- Володар Суперкубка Таджикистану (1):

«Істіклол»: 2018